# 木村多江の、いまさらですが…
『木村多江の、いまさらですが…』（きむらたえの、いまさらですが）は、NHK教育テレビジョン（NHK Eテレ）で、2022年3月と8月にパイロット版、2023年4月より、毎月（原則として）第4月曜日 19:30 - 20:00に放送されている教養番組である。

## 概要
人生100年時代といわれ、中高年でも様々な生涯学習で学生時代に学んだ様々なモノ・コトを学び直す傾向にある。この番組は、木村多江が編集長を務める「大人のための学び直しアプリプロジェクト」の開発部を舞台に、日本史・世界史をもう一度学び直そうという内容である。

## 出演者
出典：
- 編集長（MC）：木村多江
- アートディレクター：池田鉄洋
- ディレクター：徳永えり（パイロット版第2回、レギュラー版第1回 - 第4回、第12回 - 第13回、第16回 - 第17回、第20回 - 第21回、第24回）
- ディレクター：中村加弥乃（パイロット版第1回）
- ディレクター：田中真琴（レギュラー版第5回 - 第6回）
- ディレクター：加藤小夏（レギュラー版第7回 - 第11回、第14回 - 第15回、第18回 - 第19回、第22回 - 第23回、第25回 - 第26回）
- アシスタントディレクター：ななすけ（レギュラー版第16回[3] - 第17回、第20回[4] - 第21回、第23回 - 第24回）

### ナレーション
- 津田健次郎（パイロット版第1回）
- 子安武人（パイロット版第2回、レギュラー版第1回、第6回、第8回、第11回、12回、第16回、第20回 - 第22回、第25回 - 第26回）
- 浅沼晋太郎（レギュラー版第2回、第5回、第13回 - 第14回、第18回 - 第19回）
- 中村悠一（レギュラー版第3回、第4回、第9回、第10回）
- 速水奨（レギュラー版第7回、第15回、第17回、第23回 - 第24回）

## 放送一覧
出典：

### パイロット版
| # | 初回放送日時                | 内容                              |
| - | --------------------------- | --------------------------------- |
| 1 | 2022年3月24日 21:00 - 21:30 | オトナのための地理・歴史 西アジア |
| 2 | 2022年8月6日 22:30 - 23:00  | 鎌倉時代                          |

### レギュラー版
| #  | 初回放送日     | 内容                                                   |
| -- | -------------- | ------------------------------------------------------ |
| 1  | 2023年 4月24日 | 鎖国〜家康の決断〜                                     |
| 2  | 5月22日        | イギリス史〜女王の系譜〜                               |
| 3  | 6月26日        | 生態系と生物多様性〜牧野富太郎の功績〜                 |
| 4  | 7月24日        | だまされる目〜視覚〜                                   |
| 5  | 8月28日        | インド14億人のパワー〜映画とIT〜                       |
| 6  | 10月23日       | 江戸のまちづくり〜家康からのメッセージ〜               |
| 7  | 11月27日       | 浮世絵〜北斎親娘とジャポニスム〜                       |
| 8  | 2024年 1月29日 | 戦時体制と流行歌〜笠置シヅ子&服部良一〜                |
| 9  | 2月26日        | 和食～日本伝統の食文化を守る～                         |
| 10 | 3月25日        | ファッション×地球環境～これからのおしゃれとは〜        |
| 11 | 4月29日        | 源氏物語～紫式部と摂関政治～                           |
| 12 | 5月27日        | 憲法と家庭裁判所～三淵嘉子からのメッセージ～           |
| 13 | 6月24日        | フランス革命と二人の画家                               |
| 14 | 7月22日        | パリ・フランスの20世紀-シャネルとドゴール-             |
| 15 | 8月26日        | 平安時代の女性作家たち〜蜻蛉日記 枕草子 和泉式部日記〜 |
| 16 | 9月30日        | 古墳時代とヤマト王権〜埴輪と神話から見る歴史〜         |
| 17 | 10月28日       | 近代日本画と田中一村〜奄美で極めた魂の絵画〜           |
| 18 | 11月25日       | アメリカ分断と連帯の歴史〜人種差別とメッセージソング〜 |
| 19 | 12月23日       | 「第九」歓喜の歌〜ベートーヴェンとシラー〜             |
| 20 | 2025年 1月27日 | 世界遺産 佐渡島の金山〜戦国・江戸を支えた街〜          |
| 21 | 2月24日        | 縄文時代〜DNA研究と考古学から見た最前線〜              |
| 22 | 3月24日        | 足利義満と世阿弥〜能・禅の精神〜                       |
| 23 | 4月21日        | 絵本 やなせたかしと大人だからこそ読みたい作品          |
| 24 | 5月26日        | 歌麿と蔦重〜創造と挑戦の舞台裏〜                       |
| 25 | 6月23日        | 沖縄戦〜語り継ぐべき記憶〜（ゲスト: 宮沢和史）         |
| 26 | 7月28日        | 学徒出陣〜無言館 画学生が描いた青春〜                  |